# قياس كمي للجودة
القياس الكمي للجودة (Qualimetry) هو تخصص علمي يهتم بدراسة طرق ومسائل القياس الكمي لجودة أي غرض: الأشياء أو العمليات، سواء أكانت طبيعية أو من صنع البشر، أو منتجات صناعية أو طبيعية، سواء أكانت كائنًا حيًا أو جمادًا، وما إلى ذلك.
فهي نظرية علمية للتحديد الكمي للجودة، تأسست على يد وزارة الصحة السوفيتية بواسطة أزجالدوف aوتستخدم حاليًا في تطوير المعايير الروسية (GOST), وغيرها.

## المناقشة
"استخدم تعبير القياس الكمي للجودة (الكلمة الإنجليزية مشتقة من التعبير اللاتيني quale، ويعني "من أي نوع")، الذي يعنى بتخصص علمي يدرس المنهجية والمشكلات المتعلقة بالتقييم الكمي لجودة أي نوع من الأشياء (المنتجات؛ بشكل أساسي) للمرة الأولى عام 1968. وقد كانت هذه المبادرة مناسبة لوقتها ومبررة، ولكنها عرضت في سلسلة من المؤتمرات الدولية التعليمية المخصصة كليًا أو جزئيًا لمسائل قياس الجودة، كما حدث في موسكو، وأوسلو، وفارنا، ويريفان، ومدريد أو تالين.
وتدريجيًا قُبل مصطلح القياس الكمي للجودة ضمن المفردات العلمية والهندسية للعديد من الدول. وطبقًا لجوجل، فإن عشرات الآلاف من المراجع لكتب منشورة في 32 لغة تتضمن هذا المصطلح. " 